# Pretty Little Liars
Pretty Little Liars (Lindas Mentirosas en Hispanoamérica y Pequeñas Mentirosas en España) es una serie de televisión de drama y misterio desarrollada por I. Marlene King que se basa libremente en la novela homónima de Sara Shepard. La serie sigue la vida de cuatro chicas y muy amigas de secundaria cuya amistad se desmorona después de la desaparición de su líder. Un año después, las amigas separadas se reúnen cuando comienzan a recibir mensajes de una misteriosa figura llamada «A» que amenaza con exponer sus secretos más personales.
La serie se estrenó el 8 de junio de 2010 en ABC Family y terminó el 27 de junio de 2017. Después de un pedido inicial de 10 episodios, se ordenaron 12 episodios adicionales el 28 de junio de 2010. El éxito en la audiencia de los primeros 15 episodios llevó a que la saga de libros se extendiese más allá de las 11 novelas iniciales.
El 26 de marzo de 2013, ABC Family anunció que un spin-off, Ravenswood, se lanzaría en octubre de 2013. El spin-off emitió 10 episodios antes de ser cancelado. El 29 de agosto de 2016, se confirmó que la serie terminaría en 2017 con la séptima temporada.
En 2019, se estrenó un segundo spin-off titulado Pretty Little Liars: The Perfectionists, cancelado tras emitirse una sola temporada. En 2022 se estrenó un reboot de la serie que tiene por título Pretty Little Liars: Original Sin, y fue emitido por la plataforma de HBO. En septiembre de 2024, la serie fue cancelada luego de dos temporadas. 
Está protagonizada por Troian Bellisario, Ashley Benson, Lucy Hale y Shay Mitchell con las participaciones antagónicas de Ian Harding, Amanda Schull, Janel Parrish y Andrea Parker.

## Sinopsis
Aria Montgomery, Emily Fields, Hanna Marin y Spencer Hastings son cuatro ex mejores amigas que se reencuentran un año después de la desaparición de la líder de su camarilla, Alison DiLaurentis, y comienzan a recibir mensajes amenazantes de una persona misteriosa que se identifica como "A" y sabe de los errores, mentiras y secretos que han recopilado antes y después de que su camarilla se desmoronara. A lo largo del transcurso de la serie, se revelan varios elementos de la noche en que Alison desapareció, lo que ayuda a los protagonistas a comprender qué le sucedió a su amiga y cómo surgió "A". En el futuro, después de que se revela la "A" original, otros antagonistas asumen la identidad, lo que genera nuevas historias y desafíos.

## Reparto
- Troian Bellisario como Spencer Hastings, una extrema perfeccionista que intenta complacer a su acaudalada familia y sus amigos. Es muy competitiva y tiene un gran rendimiento. Es decidida, inteligente y amable con todos los que la rodean, pero no teme derrotar a alguien que sea una amenaza para alguien que le importa. Bellisario también interpretó a Alexandra "Alex" Drake, la hermana gemela de Spencer, en la séptima temporada y dirigió un episodio de la serie.
- Shay Mitchell como Emily Fields, la chica deportiva y atleta del grupo. Es la capitana del equipo de natación de la escuela secundaria y finalmente se convierte en la entrenadora del equipo. Es amable y muy leal hacia todos. Emily es lesbiana, pero lo oculta al comienzo de la serie; sale del armario durante la primera temporada. Su actitud es muy dulce y amigable, aunque cambia después de perder a su novia Maya y a su papá. Su personaje es uno de los más valientes y capaces, ya que está siempre dispuesta a ayudar a sus mejores amigas cuando más lo necesitan.
- Ashley Benson como Hanna Marin, una joven leal y fuerte que solía tener un trastorno alimentario. Después de que Alison DiLaurentis desapareciese, Hanna perdió peso y cambió su estilo, que parecía similar al de Alison, con la ayuda de Mona, su nueva mejor amiga. Hanna se convierte en la más popular de la escuela. A lo largo de la serie, Hanna se preocupa más por las personas que la rodean y trata de protegerse a sí misma y a sus amigos.
- Lucy Hale como Aria Montgomery, una joven artística que es muy inteligente, atenta y tiene un buen sentido del estilo. Mantiene a su familia unida. Aria pasó algún tiempo como una "gótica". Después de que Alison desapareciese, Aria y su familia se mudaron a Islandia durante un año debido a la desaparición de Alison y la infidelidad de su padre, antes de regresar a Rosewood. Al volver a Rosewood ya no es "gótica" como antes, sino una adolescente femenina. Es extremadamente protectora de su familia y amigos e irá a nuevas alturas para ayudarlos.
- Ian Harding como Ezra Fitz, un maestro de inglés en el Rosewood High que comienza una relación con Aria, lo que causa mucha tensión ya que son profesor y alumna.
- Sasha Pieterse como Alison DiLaurentis, una joven encantadora y manipuladora y ex "abeja reina" de su grupo de amigas, y la más popular en la escuela antes de su desaparición. Le gusta usar los secretos más profundos de las personas contra ellos para mantenerlos en línea. Manipulaba a sus cuatro amigas de una forma u otra y es experta en encontrar formas de chantajear a los demás. Más tarde se reveló que Alison está viva y estaba huyendo de "A".
- Laura Leighton como Ashley Marin, la madre de Hanna. Trabajaba en el banco hasta ser arrestada como presunta asesina de Darren Wilden.
- Tyler Blackburn como Caleb Rivers, un joven interesado en Hanna, hacker profesional. Es uno de los pocos, además de las chicas, que conoce la existencia de "A", por lo cual a veces resulta ser un daño colateral de A contra las chicas.
- Janel Parrish como Mona Vanderwaal, la primera "A". Es la acosadora de Alison antes de su desaparición. Vio ser "A" como su oportunidad de vengarse por como Alison la trataba, ya que la humillaba y llamaba "Mona la perdedora". Después de que Alison desapareciese, se convirtió en la mejor amiga de Hanna y pasaron a ser las más populares de la escuela, ocupando el lugar de Alison. Durante la tercera temporada es expulsada del "A-Team" por ayudar a las chicas y desde entonces es otra de las víctimas de A.
- Andrea Parker como Jessica DiLaurentis y Mary Drake, hermanas gemelas. Jessica es la madre de Alison y Jason. Mary es la madre biológica de "A", CeCe Drake (Vanessa Ray), y fue admitida en el Sanatorio Radley la mayor parte de su vida, pero ahora ha regresado a Rosewood.

## Producción
Originalmente desarrollada como una serie de televisión por la compañía Alloy Entertainment, la idea fue descrita como "Desperate Housewives para adolescentes." Alloy se reunió con la autora Shepard, y le dio la propiedad para convertirse en una serie de libros. With Alloy y Warner Horizon Television se interesaron en producir Pretty Little Liars como una serie de televisión desde hace años, se planeó primero para The WB en 2005 con un escritor diferente hasta que la red cerró a principios de 2006 y fue restablecido como The CW después de ese año. La primera novela fue publicada por HarperTeen en octubre de 2006. En octubre de 2009, señaló que se estaba desarrollando el piloto de Pretty Little Liars para ABC Family, con las novelas adaptadas para la televisión. Después de que el piloto fue filmado en Vancouver, la filmación para el resto de la serie se trasladó a Los Ángeles. La serie se filmó principalmente en el estudio de Warner Bros. y en la ciudad de Burbank, cerca de Los Ángeles. En junio de 2012, la serie fue seleccionada por la lotería para un California film and TV tax credit.

### Casting

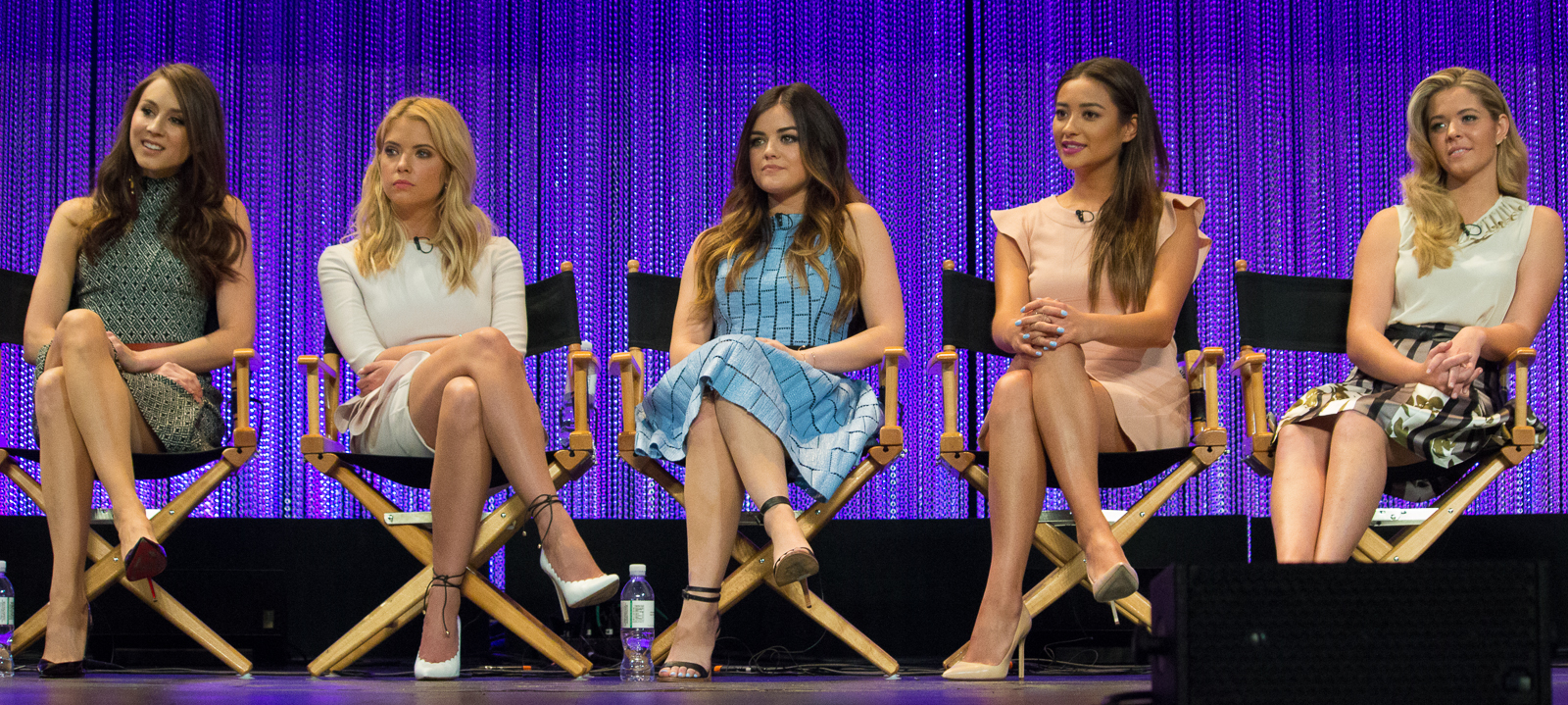
Las protagonistas en el PaleyFest 2014. De izquierda a derecha: Troian Bellisario, Ashley Benson, Lucy Hale, Shay Mitchell y Sasha Pieterse.

ABC Family comenzó el casting para el piloto de Pretty Little Liars en octubre de 2009. Lucy Hale fue elegida como Aria Montgomery en el proyecto, seguido por Troian Bellisario como Spencer Hastings e Ian Harding como Ezra Fitz en noviembre de 2009. En diciembre de 2009, The Futon Critic confirmó los castings de Ashley Benson como Hanna Marin, Shay Mitchell como Emily Fields, Laura Leighton como Ashley Marin, Nia Peeples como Pam Fields, Roark Critchlow como Tom Marin y Bianca Lawson como Maya. Mitchell había audicionado inicialmente para el papel de Spencer, pero al no conseguirlo se presentó para el de Emily. The Hollywood Reporter también señaló que Torrey DeVitto y Sasha Pieterse tenían papeles recurrentes en el capítulo piloto. El sitio web "The Alloy" más tarde confirmó que Pieterse interpretaría a Alison DiLaurentis y DeVitto sería Melissa Hastings, así como que Janel Parrish haría de Mona Vanderwaal. El 27 de enero de 2010, "ABC Family" recogió la serie para 10 episodios iniciales que se estrenarían en junio de 2010. En abril de 2010, el papel del padre de Aria, Byron, fue reelegido con Chad Lowe, y Holly Marie Combs fue elegida como la madre de Aria, Ella. Tammin Sursok interpretaría a Jenna Marshall.
El 7 de enero de 2011, Tilky Jones fue elegido como Logan Reed. El 8 de abril de 2011, Annabeth Gish fue elegida para el papel de Anne Sullivan, una terapeuta que trata de ayudar a las protagonistas. El 23 de mayo de 2011, Andrea Parker firmó para aparecer como Jessica DiLaurentis, la madre de Alison. El 29 de junio de 2011, se anunció que Natalie Hall sustituiría a Natalie Floyd como la hermanastra de Hanna, Kate. El 30 de enero de 2012, The Hollywood Reporter reportó que Tyler Blackburn había sido promovido a regular para la tercera temporada. En marzo de 2012, Janel Parrish también fue promovida de recurrente a regular para la tercera temporada. El 16 de marzo de 2016, TVLine informó que se añadió a Andrea Parker como un personaje regular para la séptima temporada.

## Temporadas
| Temporada | Temporada | Episodios | Episodios | Emisión original    | Emisión original    |
| Temporada | Temporada | Episodios | Episodios | Primera emisión     | Última emisión      |
| --------- | --------- | --------- | --------- | ------------------- | ------------------- |
|           | 1         | 22        | 22        | 8 de junio de 2010  | 21 de marzo de 2011 |
|           | 2         | 25        | 25        | 14 de junio de 2011 | 19 de marzo de 2012 |
|           | 3         | 24        | 24        | 5 de junio de 2012  | 19 de marzo de 2013 |
|           | 4         | 24        | 24        | 11 de junio de 2013 | 18 de marzo de 2014 |
|           | 5         | 25        | 25        | 10 de junio de 2014 | 24 de marzo de 2015 |
|           | 6         | 20        | 20        | 2 de junio de 2015  | 15 de marzo de 2016 |
|           | 7         | 20        | 20        | 21 de junio de 2016 | 27 de junio de 2017 |

## Música
La canción de cabecera de Pretty Little Liars es "Secret" por The Pierces, que fue sugerida por una de las estrellas del espectáculo, Ashley Benson. El episodio piloto contó con música de artistas como The Fray, Ben's Brother, MoZella, Orelia, y Colbie Caillat. La serie también ha contado con música de Passion Pit, Lady Gaga, Pink, Florence and the Machine, Shakira, Rihanna, Lykke Li, Demi Lovato, Selena Gomez & the Scene, McFly y Rachel Platten. La música de Katie Herzig se puede escuchar varias veces a lo largo de la serie. Unas cuantas canciones son "Hey Na Na" y "Where the Road Meets the Sun". Madi Diaz ha sido escuchada en el programa con su canción "Heavy Heart", así como Joy Williams con "Charmed Life" y Foreign Slippers with "What Are You Waiting For?". El último episodio de la primera temporada contó con una canción de Alexz Johnson que originalmente grabó para la banda sonora de la serie de televisión canadiense Instant Star. El 14 de junio de 2011, "Jar of Hearts" de Christina Perri fue presentada en el primer episodio de la segunda temporada. La canción "Follow Suit" por Trent Dabbs también ha aparecido en el programa. En el episodio "The Perfect Storm", Lucy Hale canta una versión de "Who Knows Where the Time Goes?" de la banda británica Fairport Convention.
En la quinta temporada, Emily Fields baila Can't Remember To Forget You. La banda sonora oficial se lanzó el 15 de febrero de 2011.

## DVD
| Nombre                              | Fecha del lanzamiento | Fecha del lanzamiento    | Fecha del lanzamiento   | Ep # | Información adicional |
| Nombre                              | Región 1              | Región 2                 | Región 4                | Ep # | Información adicional |
| ----------------------------------- | --------------------- | ------------------------ | ----------------------- | ---- | --- |
| Primera temporada completa          | 7 de junio de 2011    | 24 de septiembre de 2012 | 2 de noviembre de 2011  | 22   | - Pretty Little Liars: Dos verdades y una mentira: descubre algunos hechos divertidos y falacias ficticias sobre el elenco de Pretty Little Liars. - Todo comenzó con una pequeña mentira: Rodando Pequeñas Mentirosas: descubre cómo las páginas y los personajes de la novela de Sara Shepard se convirtieron en esto. No te puedes perder las series de televisión. - Little Secrets from the Set—Ponte al día con el reparto de la serie más popular del verano mientras traen varios secretos interesantes de detrás de las cámaras de rodaje de Pequeñas Mentirosas - Escenas eliminadas y extras |
| Segunda temporada completa          | 5 de junio de 2012    | 11 de noviembre de 2013  | 5 de septiembre de 2012 | 25   | - Fashion's Guilty Pleasure: Mira los looks bohemios de Aria, el glamour rock 'n' roll de Hanna, el estilo deportivo y casual de Emily y los perfectos conjuntos académicos de Spencer - Men of Mystery: Cejas penetrantes, sonrisas expresivas y mentes misteriosas... Prepárate para los encantadores chicos de Rosewood - Escenas eliminadas y extras |
| Tercera temporada completa          | 4 de junio de 2013    | 21 de abril de 2014      | 19 de junio de 2013     | 24   | - Featurette: "The 'A' Network" - Finales alternativos para el capítulo The Lady Killer - Webisodios extra - Escenas eliminadas |
| Cuarta temporada completa           | 3 de junio de 2014    | 29 de septiembre de 2014 | 9 de julio de 2014      | 24   | - Featurette: "Unhooding Red Coat: Alison Is Alive!" - Featurette: "Confessions of 'A' Liar" - Featurette: "Pretty Little Scenes" - Episodio bonus de recap - Escenas eliminadas |
| Quinta temporada completa           | 2 de junio de 2015    | 15 de julio de 2015      | 19 de junio de 2015     | 25   | - Featurette: "Good Girls, Bad Lies: The Stronger PLLs" - Featurette: "Pretty Little Liars: The Guys Are Back!" - Featurette: "Celebrating a Pretty 100th" - Featurette: "Christmas in Rosewood: Designing the Ice Ball" - We Love You to Death: Episodio dedicado a los fans - Escenas eliminadas |
| Sexta temporada completa            | 19 de abril de 2016   | 18 de abril de 2016      | 22 de abril de 2016     | 20   | - Featurette: "We Heart the PLL Ships" - Featurette: "A PLL Prom" - Featurette: "Inside the 5 Years" - Featurette: "A Homecoming: The PLLs Return" - Pretty Little Liars: 5 Years Forward - Escenas eliminadas |
| Séptima y última temporada completa | 25 de julio de 2017   | TBA                      | TBA                     | 20   | - Featurette: "Inside the PLL Sheets" - Featurette: "That PLL Boy Is Mine" - Featurette: "A PLL Proposal" - Featurette: "A Surprising Mary Drake" - Featurette: "Hot for Haleb" - Featurette: "Say I Do" - Featurette: "The Final Sendoff from Rosewood" - Featurette: "A.D.: The Ultimate Suspect" - Featurette: "Thank You to Fans" - Pretty Little Liars: A-List Wrap Party (Special Episode) - Escenas eliminadas y extras |
| Serie completa                      | 25 de julio de 2017   | TBA                      | TBA                     | 160  | Todo el contenido extra de las siete temporadas. |

## Premios y nominaciones
| Año                              | Premio                        | Categoría                                                    | Artista o trabajo nominado | Resultado |
| -------------------------------- | ----------------------------- | ------------------------------------------------------------ | -------------------------- | --------- |
| 2010                             |                               |                                                              |                            |           |
| Teen Choice Awards               | Choice Summer TV Show         | Pretty Little Liars                                          | Ganador                    |           |
| Teen Choice Awards               | Choice Summer TV Star: Male   | Ian Harding                                                  | Ganador                    |           |
| Teen Choice Awards               | Choice Summer TV Star: Female | Lucy Hale                                                    | Ganadora                   |           |
| 2011                             |                               |                                                              |                            |           |
| NewNowNext Awards                | TV You Betta Watch            | Pretty Little Liars                                          | Ganador                    |           |
| People's Choice Awards           | Favorite TV Obsession         | Pretty Little Liars                                          | Ganador                    |           |
| GLAAD Media Awards               | Outstanding Drama Series      | Pretty Little Liars                                          | Ganador                    |           |
| Teen Choice Awards               | Choice Summer TV Show         | Pretty Little Liars                                          | Ganador                    |           |
| Teen Choice Awards               | Choice Summer TV Star: Female | Lucy Hale                                                    | Ganadora                   |           |
| Teen Choice Awards               | Choice Summer TV Star: Female | Troian Bellisario                                            | Nominado                   |           |
| Teen Choice Awards               | Choice Summer TV Star: Male   | Ian Harding                                                  | Ganador                    |           |
| Teen Choice Awards               | Choice Summer TV Star: Male   | Keegan Allen                                                 | Nominado                   |           |
| Banff Television Festival        | Best Continuing Series        | I. Marlene King, Lesli Linka Glatter and Lisa Cochran-Neilan | Ganador                    |           |
| Youth Rock Awards                |                               |                                                              |                            |           |
| Rockin' Actress — TV             | Ashley Benson                 | Ganadora                                                     |                            |           |
| Rockin' Actress — TV             | Shay Mitchell                 | Nominado                                                     |                            |           |
| Rockin' Actor — TV               | Ian Harding                   | Nominado                                                     |                            |           |
| Rockin' Ensemble Cast — TV Drama | Pretty Little Liars           | Nominado                                                     |                            |           |
| Capricho Awards                  | Best TV Series                | Pretty Little Liars                                          | Nominado                   |           |
| Capricho Awards                  | Best International Actress    | Lucy Hale                                                    | Nominado                   |           |
| Capricho Awards                  | Best International Actor      | Ian Harding                                                  | Nominado                   |           |
| 2012                             | People's Choice Awards        | Favorite Cable TV Drama                                      | Pretty Little Liars        | Ganador   |
| 2012                             | GLAAD Media Awards            | Outstanding Drama Series                                     | Pretty Little Liars        | Ganador   |
| 2012                             | TV Guide Awards               | Favorite Guilty Pleasure                                     | Pretty Little Liars        | Nominado  |
| 2012                             | Capricho Awards               | Best TV Series                                               | Pretty Little Liars        | Nominado  |
| 2012                             | Teen Choice Awards            | Choice TV Show: Drama                                        | Pretty Little Liars        | Ganador   |
| 2012                             | Teen Choice Awards            | Choice TV Actress: Drama                                     | Lucy Hale                  | Ganador   |
| 2012                             | Teen Choice Awards            | Choice TV Actor: Drama                                       | Ian Harding                | Ganador   |
| 2012                             | Teen Choice Awards            | Choice Summer TV Star: Female                                | Troian Bellisario          | Ganador   |
| 2012                             | Teen Choice Awards            | Choice TV Villain                                            | Janel Parrish              | Ganador   |
| 2013                             | People's Choice Awards        | Favorite Dramatic TV Actor                                   | Ian Harding                | Nominado  |
| 2013                             | People's Choice Awards        | Favorite TV Fan Following                                    | Pretty Little Liars        | Nominado  |
| 2013                             | People's Choice Awards        | Favorite Cable TV Drama                                      | Pretty Little Liars        | Nominado  |
| 2013                             | Gracie Allen Awards           | Outstanding Performance by a Female Rising Star              | Lucy Hale                  | Ganador   |
| 2013                             | TV Guide Awards               | Favorite Ensemble                                            | Pretty Little Liars        | Nominado  |
| 2013                             | TV Guide Awards               | Favorite Villain                                             | Keegan Allen               | Nominado  |
| 2013                             | Teen Choice Awards            | Choice TV Choice                                             | Pretty Little Liars        | Ganador   |
| 2013                             | Teen Choice Awards            | Choice Summer TV Show                                        | Pretty Little Liars        | Ganador   |
| 2013                             | Teen Choice Awards            | Choice Summer TV Star, Actress                               | Lucy Hale                  | Ganador   |
| 2013                             | Teen Choice Awards            | Choice Summer TV Star, Actor                                 | Keegan Allen               | Ganador   |
| 2013                             | Teen Choice Awards            | Choice TV Actor, Drama                                       | Ian Harding                | Ganador   |
| 2013                             | Teen Choice Awards            | Choice TV Actress, Drama                                     | Troian Bellisario          | Ganador   |
| 2013                             | Teen Choice Awards            | Choice TV Favorite Actress                                   | Janel Parrish              | Ganador   |
| 2014                             | People's Choice Awards        | Favorite Cable TV Drama                                      | Pretty Little Liars        | Nominado  |
| 2014                             | People's Choice Awards        | Favorite Cable TV Actress                                    | Lucy Hale                  | Ganador   |
| 2014                             | GLAAD Media Awards            | Outstanding Drama Series                                     | Pretty Little Liars        | Nominado  |
| 2014                             | 40th Saturn Awards            | Best Youth-Oriented Television Series                        | Pretty Little Liars        | Nominado  |
| 2014                             | Young Hollywood Awards        | Bingeworthy TV series                                        | Pretty Little Liars        | Nominado  |
| 2014                             | Young Hollywood Awards        | Best Cast Chemistry — TV                                     | Pretty Little Liars        | Nominado  |
| 2014                             | Teen Choice Awards            | Choice TV Show: Drama                                        | Pretty Little Liars        | Ganador   |
| 2014                             | Teen Choice Awards            | Choice TV Actor: Drama                                       | Ian Harding                | Ganador   |
| 2014                             | Teen Choice Awards            | Choice TV Actor: Drama                                       | Keegan Allen               | Nominado  |
| 2014                             | Teen Choice Awards            | Choice TV Actress: Drama                                     | Lucy Hale                  | Ganador   |
| 2014                             | Teen Choice Awards            | Choice TV Actress: Drama                                     | Troian Bellisario          | Nominado  |
| 2014                             | Teen Choice Awards            | Choice TV Actrice Drama                                      | Janel Parrish              | Nominado  |
| 2014                             | Teen Choice Awards            | Choice Summer TV Star: Female                                | Ashley Benson              | Ganador   |
| 2014                             | Teen Choice Awards            | Choice Summer TV Star: Female                                | Shay Mitchell              | Nominado  |
| 2014                             | Teen Choice Awards            | Choice Summer TV Star: Male                                  | Tyler Blackburn            | Ganador   |
| 2014                             | Teen Choice Awards            | Choice TV: Female Breakout Star                              | Sasha Pieterse             | Ganador   |
| 2014                             | Teen Choice Awards            | Candie's Choice Style Icon                                   | Ashley Benson              | Nominado  |
| 2015                             | People's Choice Awards        | Favorite Cable TV Actress                                    | Ashley Benson              | Nominado  |
| 2015                             | People's Choice Awards        | Favorite Cable TV Actress                                    | Lucy Hale                  | Nominado  |
| 2015                             | People's Choice Awards        | Favorite Cable TV Drama                                      | Pretty Little Liars        | Ganador   |
| 2015                             | 41st Saturn Awards            | Best Youth-Oriented Television Series                        | Pretty Little Liars        | Nominado  |
| 2015                             | Teen Choice Awards            | Choice TV Show: Drama                                        | Pretty Little Liars        | Ganador   |
| 2015                             | Teen Choice Awards            | Choice TV Actor: Drama                                       | Keegan Allen               | Nominado  |
| 2015                             | Teen Choice Awards            | Choice TV Actor: Drama                                       | Ian Harding                | Ganador   |
| 2015                             | Teen Choice Awards            | Choice TV Actress: Drama                                     | Ashley Benson              | Ganador   |
| 2015                             | Teen Choice Awards            | Choice TV Actress: Drama                                     | Shay Mitchell              | Nominado  |
| 2015                             | Teen Choice Awards            | Choice Summer TV Star: Male                                  | Tyler Blackburn            | Ganador   |
| 2015                             | Teen Choice Awards            | Choice Summer TV Star: Female                                | Troian Bellisario          | Nominado  |
| 2015                             | Teen Choice Awards            | Choice Summer TV Star: Female                                | Ashley Benson              | Ganador   |
| 2015                             | Teen Choice Awards            | Choice Summer TV Star: Female Breakout Star                  | Sasha Pieterse             | Nominado  |
| 2015                             | Teen Choice Awards            | Choice Summer TV Star: Female Breakout Star                  | Janel Parrish              | Ganador   |
| 2015                             | Teen Choice Awards            | Choice TV: Villain                                           | Vanessa Ray                | Ganador   |